# 陈红海
陈红海（1955年5月—），江苏宿迁人。男，汉族。毕业于国防大学联合战役指挥专业，研究生学历，少将军衔。
曾参与唐山大地震抢险救灾，1999年起历任某集团军副参谋长、师长。2004年，任沈阳军区第16集团军参谋长，2005至2006年挂职任东海舰队副参谋长。2010年，任第16集团军副军长。2011年4月接替升任广州军区副司令员的邢书成，任吉林省军区司令员。2012年5月至2015年5月，任中共吉林省委常委。2015年8月，到龄退役。
2005年，晋升少将军衔。2013年，当选第十二届全国人民代表大会解放军代表。
陈红海的父亲是陈绍昆少将。陈绍昆曾任沈阳军区副政委兼政治部主任、冶金工业部部长等，参加过辽沈战役、平津战役及抗美援朝战争，1964年晋升为少将。